# شهر بزرگ (فیلم ۱۹۸۷)
شهر بزرگ (انگلیسی: The Big Town) فیلمی در ژانر رمانتیک، جنایی و درام به کارگردانی هارولد بکر است که در سال ۱۹۸۷ منتشر شد.
از بازیگران آن می‌توان به مت دیلون، دایان لین، تامی لی جونز، بروس درن و لی گرانت اشاره کرد.